# (2473) Хейердал
(2473) Хейердал (лат. Heyerdahl) — типичный астероид главного пояса, открыт 12 сентября 1977 года советским астрономом Николаем Черных в Крымской астрофизической обсерватории и 18 сентября 1986 года назван в честь норвежского археолога, путешественника и писателя Тура Хейердала.

## Обнаружение и именование
(2473) Хейердал
Открыт 12 сентября 1977 года в Научном Н. С. Черных.
Назван в честь Тура Хейердала — выдающегося норвежского этнографа и археолога, отважного путешественника и выдающегося писателя, прославившегося своими экспедициями по древним морским путям.
Оригинальный текст (англ.)2473 Heyerdahl
Discovered 1977-09-12 by Chernykh, N. at Nauchnyj.
Named in honor of Thor Heyerdahl, outstanding Norwegian ethnographer and archaeologist, brave traveller and prominent writer, famous for his expeditions along ancient sea routes.
Источники: DISCOVERY.DB; M.P.C. 11156.

## Орбита

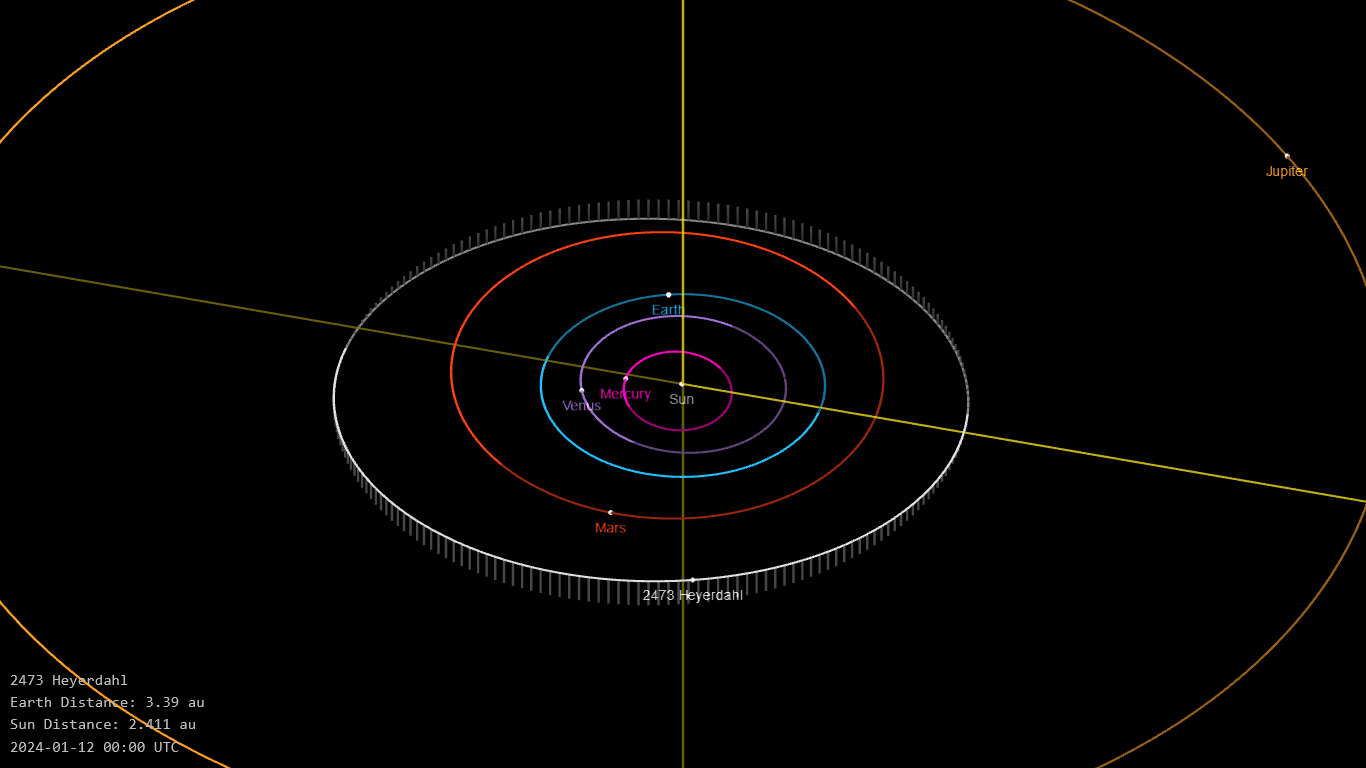
Орбита астероида Хейердал и его положение в Солнечной системе

## Физические характеристики
Из наблюдений системы Asteroid Terrestrial-impact Last Alert System следует, что астероид относится к таксономическому классу S.
По результатам наблюдений в видимом и ближнем инфракрасном диапазоне космического телескопа NEOWISE диаметр астероида оценивался равным 4,935±0,219 км и 6,59±1,35 км. Согласно тем же источникам альбедо оценивается как 0,3807±0,0572, 0,20±0,06 и 0,381±0,057.